# Metynnis longipinnis
Metynnis longipinnis är en fiskart som beskrevs av Axel Zarske och Jacques Géry 2008. Metynnis longipinnis ingår i släktet Metynnis och familjen Characidae. Inga underarter finns listade i Catalogue of Life.